# Slyträsket
Het Slyträsket is een meer in Zweden. Het ligt in de gemeente Boden op ongeveer 80 meter boven zeeniveau. Het water in het meer stroomt in het noordwesten de rivier de Alån in, die verder naar het zuiden stroomt.